# المعتقدات والممارسات السينتولوجية
تمتلك الكنيسة العلموية (الكنيسة السينتولوجية) مجموعةً واسعةً من المعتقدات والممارسات التي تعتقد بجوهرها أن الإنسان كائن روحي خالد (ثيتان) مقيم في جسد مادي. وتؤمن بأن الثيتان قد امتلك عددًا لا يُحصى من الحيوات السابقة (تناسخ الأرواح)، يعود بعضها إلى ما قبل وصول الثيتان إلى الأرض، حيث كان يعيش في حضارات من خارج كوكب الأرض. استنادًا إلى دراسات الحالة متقدمة المستويات، من المتوقع أن يتطرق أي سينتولوجيّ أثناء عملية التدقيق إلى سلسلة من الأحداث المشتركة بين جميع السينتولوجيين ليعيد سردها.
تصف السينتولوجيا نفسها بأنها دراسة الروح والتعامل معها في علاقتها مع ذاتها والآخرين والحياة أجمع، ويعتقد السينتولوجيون أيضًا أن الناس لديهم قوةً وقدرةً فطريةً، لكنها مكبوتة، مع إمكانية استعادتها عند تطهيرهم من المشقات والأنماط السلوكية غير المرغوب فيها. توصف السينتولوجيا بأنها «دين لمساعدة الناس على استخدام الأساليب العلمية لتحقيق الذات الكاملة». ويصل المؤمنون إلى إمكاناتهم الكاملة «عندما يفهمون أنفسهم في علاقتهم الحقيقية بالكون المادي والكائن الأسمى». يوجد العديد من الدراسات العلمية حول السينتولوجيا، وتتوفر الكتب المتعلقة بها مجانًا في كنائسها ومعظم متاجر الكتب والمكتبات.
تؤمن الكنيسة السينتولوجية بأن «الإنسان صالح بأصله، ويسعى للبقاء على قيد الحياة، (و) أن بقائه يعتمد على نفسه ونيله للأخوة مع الكون»، كما جاء في قانون عقيدة الكنيسة السينتولوجية.
وتُعد السينتولوجيا بحسب وصف روي والس من جامعة كولومبيا بأنها «حركة تمتد عبر حدود علم النفس والدين، و[تقدم] تسلسلًا هرميًا متدرجًا من [التدقيق والتدريب] بهدف إطلاق الإمكانات الكاملة للفرد».
لا تتطلب السينتولوجيا إيمان أعضائها بها حصريًا، وتمييزها عن الأديان الإبراهيمية. قد يعلن السينتولوجيون الإيمان بالديانات الأخرى، مثل البروتستانتية والكاثوليكية، ويمكنهم المشاركة في أنشطتهم وطقوسهم المقدسة أيضًا. يؤكد جاكوب نيوسنر على ذلك في القسم الخاص بالسينتولوجيا في كتابه أديان العالم في أمريكا. ووفقًا لجيه جوردون ميلتون «يهدف السيونتولوجيون إلى تهيئة العالم تمامًا بدلًا من اللجوء إليه»، حيث يشاركون في ثقافة تجمعهم بدلًا من انعزالهم. تُعد السينتولوجيا بطبيعتها غير طائفية ومتاحةً امام الأفراد، بغض النظر عن خلفيتهم الدينية؛ وفقًا لماري إيه. مان، فإن السينتولوجيا تحتوي على العناصر الضرورية لتكون دينًا عالميًا يلبي احتياجات الناس بمختلف إثنياتهم وتنشئتهم التربوية.

## المعتقدات والممارسات الجوهرية

### «العقل التفاعلي» والذكريات المؤلمة
يُعد خلود البشر من المعتقدات الأساسية للسينتولوجيا، حيث تشير إلى أن التجربة الحياتية للشخص تتجاوز عمره، فضلًا عن عدم محدودية قدرات البشر. تقسم السينتولوجيا العقل إلى قسمين رئيسيين؛ يُعتقد أن العقل التفاعلي يمتص كل الألم والصدمات العاطفية، في حين يقدم العقل التحليلي آليةً عقلانيةً مسؤولةً عن الوعي. ويخزن العقل التفاعلي الصور الذهنية التي لا تتوفر بسهولة للعقل التحليلي (الواعي)، التي يشار إليها باسم الإنغرامات. الإنغرامات مؤلمة ومنهكة؛ ومع تراكمها، يبتعد الناس عن هويتهم الحقيقية، ويُعد تجنب هذا المصير الهدف الأساسي للسينتولوجيا. أما تدقيق الديانيتيك، فهو إحدى الطرق التي يمكن أن تأخذ السينتولوجي باتجاه الحالة الصافية، ليكتسب الحرية التدريجية من إنغرامات العقل التفاعلي، وليحصل على اليقين من واقعه باعتباره ثيتان. يشكل تمايز هوبارد بين العقل التفاعلي والعقل التحليلي أحد المبادئ الأساسية للديانيتك. يشبه العقل التحليلي العقل الواعي الذي يعالج المعلومات والأحداث اليومية، وينتج العقل التفاعلي «انحرافات» العقل مثل «الخوف والتثبيط والحب الشديد والكراهية والأمراض النفسية والجسدية المختلفة» والتي يتم تسجيلها على أنها «إنغرامات».
تعتقد السينتولوجيا أن الناس لديهم قدرات خفية لم تتحقق بالكامل بعد، كما تعتقد أن زيادة الوعي الروحي والفوائد الجسدية تتحقق من خلال جلسات الإرشاد المشار إليها باسم التدقيق. ومن خلال التدقيق، يقال إن الناس يمكنهم حل مشاكلهم وتحرير أنفسهم من الإنغرامات، وهذا يعيدهم إلى حالتهم الطبيعية مثل الثيتان ليمتلكوا الأسباب لعيش حياتهم اليومية، والاستجابة بعقلانية وإبداعية لأحداثها بدلًا من إبداء ردود أفعال تحت تأثير الإنغرامات المخزنة. وفقًا لذلك، فإن أولئك الذين يدرسون مواد السينتولوجيا ويتلقون جلسات تدقيق يتقدمون من حالة ما قبل الصفاء إلى حالة الصفاء والثيتان قيد العمل. ويتمثل هدف السينتولوجيا الطوباوي في «تطهير الكوكب»، وإنشاء عالم يصفى فيه الجميع من الإنغرامات الخاصة بهم.
التدقيق هو جلسة فردية مع مستشار أو خبير تدقيق سينتولوجيّ، مع أوجه تشابه سطحية إلى جانب الاعتراف أو المشورة الرعوية؛ لكن المدقق يسجل جميع المعلومات التي يقدمها الخاضع للتدقيق ويخزنها دون تقديم الغفران أو النصيحة بالطريقة التي يمكن أن يفعلها القس أو الكاهن. وبدلًا من ذلك، تتمثل مهمة المستشار في مساعدة للخاضع للتدقيق على اكتشاف وفهم الإنغرامات وتأثيراتها المقيدة. تتطلب معظم عمليات التدقيق مقياس (E- meter)، وهو جهاز يقيس التغيرات الدقيقة في المقاومة الكهربائية عبر الجسم عندما يحمل الشخص أقطابًا كهربائية («علب معدنية»)، ويُمرر تيار صغير الشدة من خلالها.
تعتقد السينتولوجيا أن مراقبة التغيرات في شاشة المقياس يساعد في تحديد موقع الإنغرامات، وبمجرد تحديد مجال الإنغرامات، يسأل خبير التدقيق الأسئلة الفردية المحددة والخاصة بهذا المجال، من أجل مساعدة الخاضع للتدقيق في التخلص من الإنغرامات. ويستخدم المقياس أيضًا للتأكيد على أن «شحنة» الإنغرام قد تبددت وبالتالي تم تطهير الإنغرام. مع تقدم الخاضع للتدقيق في هذه العملية، ينتقل تركيز التدقيق من الإنغرامات البسيطة إلى الإنغرامات ذات التعقيد المتزايد. في مستويات تدقيق أو تي (OT) الأكثر تقدمًا، يقوم السينتولوجيون بإجراء جلسات تدقيق فردية، بصفتهم خبراء التدقيق الخاصين بأنفسهم.